# سوفی تولستوی
سوفی تولستوی (انگلیسی: Sophie Tolstoy؛ زادهٔ ۲۵ مارس ۱۹۶۷) هنرپیشه، و کارگردان اهل سوئد است.